# Jan De Nul
Jan Pieter Jozef De Nul (mei 1947) is Belgisch ondernemer en CEO van de Jan De Nul Group.

## Biografie
In 1973 behaalde Jan De Nul het diploma burgerlijk ingenieur aan de Rijksuniversiteit Gent.
Vanaf 1987 kwam hij, samen met zijn broer Dirk De Nul, aan het hoofd van de baggerfirma Jan De Nul Group te staan.